# Деби Дънинг
Деби Дънинг (на английски: Debbe Dunning, също Дебора Дънинг и Дебра Дънинг) е американска киноактриса.

## Биография
Родена е на 11 юли 1966 г. в калифорнийския град Бърбанк. Дебютира в киното през 1988 г. с второстепенна роля в кинокомедията „Опасни завои“ на режисьора Дейвид Люис. След това се утвърждава като актриса в сериали.

## Семеен живот
На 11 май 1997 г. се омъжва за волейболиста Стийв Тимънс. Има от брака си с него две деца. Дъщеря Спенсър Шей и син Стоуни.

## Филми с Деби Дънинг, излъчвани в България
- Женени с деца (1991)
- Ренегат (филм) (1994)
- Спасители на плажа (1995)